# Acostia
Acostia là một chi thực vật có hoa trong họ Hòa thảo (Poaceae).

## Loài
Chi Acostia gồm các loài: